# Sichuanschwirl
Der Sichuanschwirl (Locustella chengi) ist eine Singvogelart aus der Gattung der Schwirle (Locustella) in der Familie der Schwirlverwandten (Locustellidae). Das Artepitheton ehrt den chinesischen Ornithologen Zheng Zuoxin (1906–1998), den Gründer des Naturkundemuseums in Peking. Die Art wurde 2015 auf der Basis einer phylogenetischen Studie beschrieben.

## Merkmale
Der Sichuanschwirl ist eine mittelgroße Schwirlart, die eine Körperlänge von ungefähr 13 cm erreicht. Die Oberseite und die Flügel sind lebhaft graubraun. Die schmalen Streifen über den Zügeln und die Halbmonde um die Augen sind hell grauweiß. Die Kehle ist weißlich. Die Brust ist hell bräunlichgrau, die Seiten sind etwas dunkler mit kaum sichtbaren dunkleren Flecken am Übergang zur Kehle. Die Flanken sind lebhaft graubraun. Der Bauch ist weißlich mit einer blassen schmutziggelblichen Tönung. Die Unterschwanzdecken sind kühl graubraun und haben grauweiße Spitzen. Der Schnabel ist schwarz. Der Unterschnabel ist etwas heller grau. Die Läufe sind hell graurosa. Die Iris ist dunkel graubraun. Bei Vögeln mit einer dunkelgrauen Iris handelt es sich vermutlich um Individuen in ihrem ersten Sommer. Die Geschlechter ähneln sich. Die juvenilen Vögel haben eine sehr dunkle rostbraune Oberseite und ein nahezu ungemustertes dunkelbraunes Gesicht. Die dunkelgraubraune Brust weist keine Flecken auf. Die mittlere Unterseite ist sandgelb. Die Flanken und Unterschwanzdecken sind stumpf rostrot-braun. Letztere haben blasse helle Spitzen. Verglichen mit dem Mandellbuschsänger (Locustella mandelli), mit dem diese Art lange verwechselt wurde, ist der Sichuanschwirl üblicherweise grauer (weniger rostbraun) an der Oberseite sowie an den Brustseiten und an den Flanken.

## Lautäußerungen
Der Gesang besteht aus einer stetig wiederholten schnarrenden, froschähnlichen Reihe von Noten. Er ist weniger variabel in der Tonhöhe sowie in der detaillierten Struktur und er ist deutlich tiefer als der des Mandellbuschsängers. Beide Gesänge sind leicht nach dem Gehör zu unterscheiden. Wiedergabe-Experimente deuten zudem darauf hin, dass die beiden Arten den jeweils anderen Gesang nicht erkennen.

## Verbreitung
Der Sichuanschwirl kommt in den chinesischen Provinzen Sichuan, Shaanxi, Guizhou, Hubei, Hunan und Jiangxi vor.

## Lebensraum
Im Sommer ist der Sichuanschwirl in offenen Lebensräumen mit Baumbewuchs sowie dichter, niedriger Vegetation aus Kräutern und/oder Farnen in Höhenlagen zwischen 1000 m und 2275 m anzutreffen. Ferner kommt die Art in Waldlichtungen, im lichten Sekundärwald und in Teeplantagen sowohl an Hängen als auch auf dem ebenen Gelände vor. An Orten in Sichuan und im Nordosten von Jiangxi, wo Locustella chengi und Locustella mandelli zu dieser Jahreszeit sympatrisch auftreten, kommt die letztere Art im Allgemeinen in höheren Lagen (vor allem über 1850 m) vor, während Locustella chengi ausschließlich unterhalb von 2000 m gefunden wurde, wobei sehr wenige Beobachtungen oberhalb von 1900 m waren. Im Laojun-Shan-Gebirge in Sichuan bewohnen beide Arten denselben Lebensraum. Die Habitatbindung im Winter ist unbekannt.

## Status
Der Sichuanschwirl wurde 2016 von BirdLife International und der IUCN als „nicht gefährdet“ klassifiziert. Die Art ist weit verbreitet und ihr Lebensraum gilt im Allgemeinen als nicht gefährdet. Darüber hinaus kommt der Sichuanschwirl in mehreren Naturschutzgebieten vor, darunter im Changqing Nature Reserve in Shaanxi und im Longcanggou National Nature Reserve in Sichuan.